# Ahmed Salah Hosny
Ahmed Salah Mohammed Hosny Hassan oder kurz Ahmed Salah Hosny (* 11. Juli 1979 in Kairo) ist ein ehemaliger ägyptischer Fußballspieler und heutiger Schauspieler.

## Werdegang

### Verein
Hosny begann seine Profikarriere 1997 bei al Ahly Kairo in Ägypten. Bereits im Folgejahr entschied er sich zu einem Wechsel nach Europa und unterzeichnete beim deutschen Bundesligisten VfB Stuttgart. Dort bestritt er bis 2001 26 Bundesligaspiele und schoss zwei Tore. Von Anfang an hatte er es schwer sich an Konkurrenten wie Jonathan Akpoborie, Fredi Bobic oder Sreto Ristić vorbei zu schieben. Zur Folgesaison, als Bobic und Akpoborie den Verein verließen, kam Hosny zu mehr Einsätzen, war aber hinter den Neuzugängen Sean Dundee und Ioan Viorel Ganea nur Nummer drei bzw. vier im Sturm von VfB-Trainer Ralf Rangnick. In seinen 16 Ligaeinsätzen 1999/00 wurde Hosny stets eingewechselt. Seinen ersten von insgesamt zwei Bundesligatreffern in drei Jahren bei dem VfB erzielte der Ägypter am 6. November 1999 beim 2:0-Auswärtserfolg gegen den VfL Wolfsburg. In seiner dritten Saison bei den Schwaben, kam Hosny nur noch selten zum Einsatz. Aus diesem Grund entschied er sich im Sommer 2001 zu einem Wechsel zum belgischen Klub KAA Gent. Sein Debüt für Kent gab er im November 2001 im Ligaspiel gegen KSC Eendracht Aalst. Den europäischen Durchbruch schaffte er aber auch De Buffalos nicht und so kehrte Hosny nach zwei weiteren Jahren wieder nach Ägypten zurück zu seinem Heimatverein al Ahly Kairo. Im Juli des Folgejahres zog es den Angreifer dann aber wieder ins Ausland, wo er in Çaykur Rizespor einen neuen Verein fand. Beim türkischen Klub war Hosny aber meist nur Zuschauer. Zwischen 2006 und 2008 versuchte er sich bei weiteren Vereinen auf dem asiatischen und nordafrikanischen Kontinent. So spielte er in Ägypten für Al-Mokawloon al-Arab und Ismaily SC sowie in China für Zhejiang Lucheng. Anschließend beendete er seine Profilaufbahn.

### Nationalmannschaft
Hosny war mehrfacher ägyptischer Nationalspieler. 2000 gehörte er zum Kader der Auswahl, die am Afrika-Cup in Ghana und Nigeria teilnahm. Sein Wettbewerbdebüt gab der Angreifer am 23. Januar 2000 im ersten Vorrundenspiel gegen Sambia, als ihn Trainer Gérard Gili in der 78. Minute für Radwan Yasser einwechselte. In der letzten Gruppenpartie erzielte Hosny seinen einzigen Turniertreffer. Ägypten schied im Viertelfinale gegen Tunesien aus. Der Angreifer kam in allen möglichen Begegnungen zum Einsatz.
Zwei Jahre später wurde der Offensivspieler erneut in das Aufgebot für die Afrikameisterschaft 2002 berufen. Dort war Hosny aber nur Ergänzungsspieler. Zudem kam er im ganzen Wettbewerbsverlauf auf kein Tor.